# Шоа (филм)
„Шоа“ (на френски: Shoah) е френски документален филм от 1985 година на режисьора Клод Ланзман по негов собствен сценарий.
Филмът, посветен на Холокоста, се състои главно от интервюта със служители и оцелели от лагерите и други свидетели на събитията. Той се фокусира върху четири теми — функционирането на концентрационните лагери в Хелмно, Треблинка и Аушвиц-Биркенау и на Варшавското гето.
„Шоа“ получава почетна награда „Сезар“ и награда на БАФТА за документален филм.